# 贝鲁特海军基地
贝鲁特海军基地，或称贝鲁特军港（阿拉伯语：‎，羅馬化：Kaidat Beirut al Bahriyah），是黎巴嫩海军的第一海军基地和总部，成立于1950年，面积包括一部分贝鲁特港，受到了2020年贝鲁特爆炸事故的影响。